# Robert Penn Warren
Robert Penn Warren (Guthrie, 24 de abril de 1905 - Stratton, 15 de septiembre de 1989) fue un poeta, novelista y crítico literario estadounidense, así como uno de los fundadores de la Nueva Crítica. Fue también miembro fundador de la Fraternidad de Escritores del Sur. Warren es la única persona que ha ganado un Premio Pulitzer en los géneros de ficción y de poesía. En 1947 ganó el Premio Pulitzer de Ficción por su novela Todos los hombres del rey (1946) y, posteriormente, ganó dos premios Pulitzer de Poesía, primero en 1957 y luego en 1979. También ganó, entre otros el Premio Nacional del Libro de Poesía en 1958 y fue Poeta laureado de los Estados Unidos en 1944-45 y en 1986-87.

## Biografía
Robert P. Warren nació en la localidad de Guthrie, Kentucky, el 24 de abril de 1905. Se graduó de la Universidad de Clarksville en Tennessee, la Universidad de Vanderbilt en 1925 y la Universidad de California en 1926. Más tarde asistiría a la Universidad de Yale. En 1930 comenzó su carrera docente en la Southwestern College (ahora denominada Rhodes College) en Memphis, Tennessee. Ese mismo año, Robert se casó con Emma Brescia, de la que se divorciaría en 1951. Posteriormente al divorcio con Emma, contrajo matrimonio con Eleanor Clark en 1952. Juntos tuvieron dos hijos, Rosanna Warren Phelps (nacida en julio de 1953) y Gabriel Penn Warren (nacido en julio de 1955).  
Aunque sus obras reflejan fuertemente la temática y el pensamiento sureño, Warren publicó su obra más famosa, Todos los hombres del rey, mientras ejercía de profesor en la Universidad de Minnesota (estado fronetrizo con Canadá) y vivió la última parte de su vida en Fairfield, Connecticut, y en Stratton, Vermont. Murió el 15 de septiembre de 1989 debido a unas complicaciones derivadas de un cáncer óseo.

## Obra
Fuente: Página del autor en PoetryFoundation.org.

### Poesía
- 1935: Thirty-Six Poems, Alcestis Press.
- 1942: Eleven Poems on the Same Theme, New Directions.
- 1944: Selected Poems: 1923-1943, Harcourt.
- 1953: Brother to Dragons: A Tale in Verse and Voices, Random House.
- 1957: Promises: Poems, 1954-1956, Random House. Ganador del Premio Pulitzer de Poesía y del Premio Nacional del Libro de Poesía.
- 1960: You, Emperors and Others: Poems, 1957-1960, Random House.
- 1966: Selected Poems: New and Old, 1923-1966, Random House.
- 1968: Incarnations: Poems, 1966-1968, Random House.
- 1969: Audubon: A Vision, Random House.
- 1974: Or Else: Poems, 1968-1974, Random House.
- 1976: Selected Poems, 1923-1975, Random House.
- 1978: Now and Then: Poems, 1976-1978, Random House. Ganador del Premio Pulitzer de Poesía.
- 1980: Being Here: Poetry, 1977-1980, Random House.
- 1981: Rumor Verified: Poems, 1979-1980, Random House.
- 1983: Chief Joseph of the Nez Perce, Random House.
- 1985: New and Selected Poems, 1923-1985, Random House.
- 1996: Sixty Years of American Poetry: Celebrating the Anniversary of the Academy of American Poets, Harry N. Abrams. Autor de la introducción y colaborador.
- 1998: The Collected Poems of Robert Penn Warren, Louisiana State University Press. Edición de John Burt.

### Novela
- 1939: Night Rider, Houghton.
- 1943: At Heaven's Gate, Harcourt.
- 1946: All the King's Men, Harcourt. Ganador del Premio Pulitzer de Ficción.
- 1946: Blackberry Winter, Cummington Press. Novela corta.
- 1947: The Circus in the Attic, and Other Stories, Harcourt. Relatos.
- 1950: World Enough and Time, Random House.
- 1955: Band of Angels, Random House.
- 1959: The Cave, Random House.
- 1959: The Gods of Mount Olympus, Random House. Adaptaciones de mitos griegos para jóvenes lectores.
- 1961: Wilderness: A Tale of the Civil War, Random House.
- 1964: Flood: A Romance of Our Time, Random House.
- 1971: Meet Me in the Green Glen, Random House.
- 1977: A Place to Come To, Random House.

### Teatro
- 1947: Proud Flesh, en verso. Antecedente de la novela All the King's Men.
- 1947: Blut auf dem Mond: Ein Schauspiel in drei Akten, Lechte. Adaptación de All the King's Men.
- 1960: All the King's Men, Random House. Adaptación de la novela homónima.
- 1981: Ballad of a Sweet Dream of Peace: An Easter Charade, Pressworks.
- 1997: The Grotesque in Art and Literature: Theological Reflections, W.B. Eerdmans.

### No ficción
- 1929: John Brown: The Making of a Martyr, Payson & Clarke.
- 1930: I'll Take My Stand: The South and the Agrarian Tradition, Harper. En colaboración con otros escritores, como John Gould Fletcher.
- 1936: I'll Take My Stand: The South and the Agrarian Tradition, Houghton. Contribuyente.
- 1936: An Approach to Literature, Louisiana State University Press. Editado en colaboración con Cleanth Brooks.
- 1938: Understanding Poetry: An Anthology for College Students, Holt. Editado en colaboración con Cleanth Brooks.
- 1943: Understanding Fiction, Crofts. Editado en colaboración con Cleanth Brooks.
- 1946: The Rime of the Ancient Mariner, Reynal & Hitchcock. Ensayo crítico de la obra homónima de Samuel Taylor Coleridge.
- 1949: Modern Rhetoric o Fundamentals of Good Writing: A Handbook of Modern Rhetoric, Harcourt. Escrito en colaboración con Cleanth Brooks.
- 1953: An Anthology of Stories from the Southern Review, Louisiana State University Press. Editado en colaboración con Cleanth Brooks.
- 1956: Segregation: The Inner Conflict in the South, Random House.
- 1958: Remember the Alamo!, Random House.
- 1958: Selected Essays, Random House.
- 1959: How Texas Won Her Freedom: The Story of Sam Houston and the Battle of San Jacinto, San Jacinto Museum of History. Folleto.
- 1961: The Legacy of the Civil War: Meditations on the Centennial, Random House.
- 1965: Who Speaks for the Negro?, Random House.
- 1966: A Plea in Mitigation: Modern Poetry and the End of an Era, Wesleyan College. Conferencia.
- 1971: Homage to Theodore Dreiser, Random House. Crítica literaria.
- 1974: American Literature: The Makers and the Making, St. Martin's. Dos volúmenes. Escrito en colaboración con Cleanth Brooks.
- 1975: Democracy and Poetry, Harvard University Press.
- 1977: A Time to Hear and Answer: Essays for the Bicentennial Season, University of Alabama Press. Contribuyente.
- 1980: Jefferson Davis Gets His Citizenship Back, University of Kentucky Press. Ensayo.
- 1989: New and Selected Essays, Random House.
- 1998: Cleanth Brooks and Robert Penn Warren: A Literary Correspondence, University of Missouri Press. Escrito en colaboración con Cleanth Brooks.
- 2000: Selected Letters of Robert Penn Warren, Louisiana State University Press. Edición e introducción de William Bedford Clark.

### Editor
- 1937: A Southern Harvest: Short Stories by Southern Writers, Houghton.
- 1954: hort Story Masterpieces, Dell.
- 1955: Six Centuries of Great Poetry, Dell.
- 1957: A New Southern Harvest, Bantam.
- 1963: Denis Devlin, Selected Poems, Holt.
- 1966: Faulkner: A Collection of Critical Essays, Prentice-Hall.
- 1967: Randall Jarrell, 1914-1965, Farrar, Straus and Giroux.
- 1971: John Greenleaf Whittier's Poetry: An Appraisal and a Selection, University of Minnesota Press.
- 1971: Selected Poems of Herman Melville, Random House.
- 1979: Katherine Anne Porter: A Collection of Critical Essays, Prentice-Hall.
- 1987: The Essential Melville, Ecco Press.

## Obra traducida al castellano

### No ficción
- Democracia y poesía, Monte Ávila, Caracas, 1976. Traducción de Democracy and Poetry, por Julieta Sucre.

### Novela
- El caballero de la noche, Plaza & Janés, Barcelona, 1963. Traducción de Night Rider por E. Piñas. ISBN 978-84-01-43087-9.
- Todos los hombres del rey, Círculo de Lectores, Barcelona, 1993. Traducción de All the king's Men por Juan Rodríguez Chicago; prólogo de Ernesto Ayala-Dip.
- Te espero en la verde espesura, Noguer, Barcelona, 1973. Traducción de Meet Me in the Green Glen por Manuel Bartolomé. ISBN 84-279-0630-7.

## Premios
- 1928: Beca Rhodes de la The Rhodes Trust.[4]
- 1939: Beca Guggenheim.[5]
- 1944-45: Poeta laureado de la Biblioteca del Congreso de Estados Unidos.[6]
- 1947: Beca Guggenheim. [5]
- 1947: Premio Pulitzer de Ficción por All the King's Men.[7]
- 1957: Premio Roma de la American Academy in Rome.[8]
- 1958: Premio Nacional del Libro de Poesía por Promises: Poems, 1954-1956.[9]
- 1958: Premio Pulitzer de Poesía por Promises: Poems, 1954-1956.[10]
- 1979: Premio Pulitzer de Poesía por Now and Then.[11]
- 1980: Medalla Presidencial de la Libertad otorgada por el Presidente de los Estados Unidos.[12]
- 1981: Beca MacArthur de la Fundación MacArthur.[13]
- 1985: Frost Award de la Poetry Society of America.[14]
- 1986-87: Poeta laureado de la Biblioteca del Congreso de Estados Unidos.[6]
- 1987: Medalla Nacional de las Artes del National Endowment for the Arts.[15]

### Nominaciones
Fue nominado a numerosos premios, entre ellos tres veces al Premio Nobel de Literatura en 1958, 1965, 1967.

## Adaptaciones
En 1949, el director Robert Rossen la llevó al cine.
En 2006, el director Steven Zaillian la llevó al cine con un excelente reparto en el que figuran Sean Penn, Jude Law, Anthony Hopkins y Kate Winslet.